# La Villa Strangiato
La Villa Strangiato är en instrumental låt av Rush. Låten, som återfinns på albumet Hemispheres (1978), är den första låten av Rush som är helt instrumental. Låten är uppdelad i 12 sektioner.
"La Villa Strangiato" finns även med på livealbumen Exit...Stage Left och Rush in Rio samt samlingsalbumen Chronicles och Retrospective I.
Den spelades live 856 gånger. Sista gången "La Villa Strangiato" spelades var den 2 juli 2011.

## Delar
1. I: "Buenas Noches, Mein Froinds!" (0:00–0:26)
2. II: "To sleep, perchance to dream..." (0:27–1:59)
3. III: "Strangiato theme" (2:00–3:15)
4. IV: "A Lerxst in Wonderland" (3:16–5:48)
5. V: "Monsters!" (5:49–6:09)
6. VI: "The Ghost of the Aragon" (6:10–6:44)
7. VII: "Danforth and Pape" (6:45–7:25)
8. VIII: "The Waltz of the Shreves" (7:26–7:51)
9. IX: "Never turn your back on a Monster!" (7:52–8:02)
10. X: "Monsters! (Reprise)" (8:03–8:16)
11. XI: "Strangiato theme (Reprise)" (8:17–9:20)
12. XII: "A Farewell to Things" (9:20–9:37)